# Bijgoed
Met bijgoed worden in de bollenteelt alle bol-, knol- en wortelstokgewassen bedoeld, die niet behoren tot de tulpen (Tulipa), hyacinten (Hyacinthus) en narcissen (Narcissus). De term is afkomstig van het feit dat deze gewassen geen hoofdgewassen waren en erbij gedaan werden.
Daarnaast wordt de term ook buiten de bollenteelt gebruikt, zoals bij stinsenplanten.
Tot bijgoed worden onder andere de volgende gewassen gerekend:
- Allium
- Anemone
- Crocus
- Dahlia
- Freesia
- Fritillaria
- Galanthus
- Gladiool
- Iris
- Lilium
- Muscari
- Ornithogalum
- Oxalis
- Ranunculus
- Scilla